# Balmaceda, Chile
Balmaceda este un sat din provincia Coyhaique, regiunea Aisén, Chile, cu o populație de 456 locuitori (2012) și o suprafață de  km2.